# Triphora miserrima
Triphora miserrima là một loài thực vật có hoa trong họ Lan. Loài này được (Cogn.) Acuña miêu tả khoa học đầu tiên năm 1938.